# Discografia dei Sottotono
Discografia completa del gruppo hip hop italiano Sottotono.

## Album

### Album in studio
| Anno                                                                          | Titolo | Classifica |
| Anno                                                                          | Titolo | ITA        |
| ----------------------------------------------------------------------------- | --- | ---------- |
| 1994                                                                          | Soprattutto sotto - Pubblicato: 1994 - Etichetta: Crime Squad, Vox Pop - Formati: CD, MC                      | —          |
| 1996                                                                          | Sotto effetto stono - Pubblicato: 10 marzo 1996 - Etichetta: Crime Squad, Vox Pop - Formati: CD, MC, 2 LP     | 13         |
| 1999                                                                          | Sotto lo stesso effetto - Pubblicato: 21 gennaio 1999 - Etichetta: Warner Music Italy - Formati: CD, MC, 2 LP | 4          |
| 2001                                                                          | ...In teoria - Pubblicato: 2 marzo 2001 - Etichetta: WEA - Formati: CD, MC                                    | 24         |
| 2021                                                                          | Originali - Pubblicato: 4 giugno 2021 - Etichetta: Island - Formati: CD, LP                                   | 6          |
| "—" indica una pubblicazione non classificata o non pubblicata in quel Paese. | |            |

### Raccolte
| Anno                                                                          | Titolo | Classifica |
| Anno                                                                          | Titolo | ITA        |
| ----------------------------------------------------------------------------- | --- | ---------- |
| 2003                                                                          | Vendesi - Best of Sottotono - Pubblicato: 2003 - Etichetta: WEA - Formati: CD, MC                                      | 39         |
| 2007                                                                          | Le più belle canzoni dei Sottotono - Pubblicato: 19 gennaio 2007 - Etichetta: Warner Strategic Marketing - Formati: CD | —          |
| "—" indica una pubblicazione non classificata o non pubblicata in quel Paese. | |            |

## Singoli
| Anno                                                                          | Titolo                                                                          | Classifica | Album di provenienza        |
| Anno                                                                          | Titolo                                                                          | ITA        | Album di provenienza        |
| ----------------------------------------------------------------------------- | ------------------------------------------------------------------------------- | ---------- | --------------------------- |
| 1994                                                                          | La mia coccinella                                                               | —          | Soprattutto sotto           |
| 1995                                                                          | La biccia giusta                                                                | —          | Soprattutto sotto           |
| 1996                                                                          | Tranquillo                                                                      | —          | Sotto effetto stono         |
| 1996                                                                          | Ieri, oggi e domani (con Kay Bianco e Speaker Cenzou)                           | —          | /                           |
| 1996                                                                          | Solo lei ha quel che voglio                                                     | —          | Sotto effetto stono         |
| 1996                                                                          | Dimmi di sbagliato che c'è                                                      | —          | Sotto effetto stono         |
| 1999                                                                          | Amor de mi vida                                                                 | —          | Sotto lo stesso effetto     |
| 1999                                                                          | Mai più (feat. Shola Ama)                                                       | —          | Sotto lo stesso effetto     |
| 2001                                                                          | Amarti, rispettarti                                                             | 23         | ...In teoria                |
| 2001                                                                          | Mezze verità                                                                    | 14         | ...In teoria                |
| 2002                                                                          | (Sei tu) che mi dai                                                             | —          | Vendesi - Best of Sottotono |
| 2021                                                                          | Mastroianni                                                                     | —          | Originali                   |
| 2021                                                                          | Solo lei ha quel che voglio 2021 (feat. Gué Pequeno, Marracash e Tiziano Ferro) | 51         | Originali                   |
| 2021                                                                          | Ti bacio ancora mentre dormi                                                    | —          | Originali                   |
| 2022                                                                          | Poco male                                                                       | —          | Originali                   |
| "—" indica una pubblicazione non classificata o non pubblicata in quel Paese. |                                                                                 |            |                             |